# NPR 5310
De NPR 5310 is de Nederlandse Praktijkrichtlijn behorend bij NEN 1010. De NPR 5310 is een leidraad voor de praktijk voor de elektrotechnisch installateur.

## Verschijningsvorm
De NPR 5310 is een losbladige uitgave in de Nederlandse taal, bestaande uit drie delen: het algemeen gedeelte, een gedeelte met overzichten (waar o.a. de relatie wordt gelegd tussen de bepalingen in NEN 1010 en de
praktijkrichtlijnbladen) en tot slot de praktijkrichtlijnbladen zelf. Feitelijk is de NPR 5310 een verzameling van losse bladen in een ringband. De bladen worden regelmatig aangevuld met nieuwe bladen. Ook kunnen bestaande bladen worden vervangen door bladen van een geactualiseerde revisie. De NPR 5310:2017 met publicatiedatum 1 juni 2017, bestaat uit 237 pagina's.

## Functie
De functie van NPR 5310 is drieledig.
1. Het leggen van een verband tussen de (soms formeel geformuleerde) inhoud van de NEN 1010 en de omstandigheden in de praktijk van de elektrotechniek.
2. Het geven van voorbeelden betreffende de praktische uitvoering en toegepaste methoden om te voldoen aan de eisen gesteld in de NEN 1010.
3. Het fungeren als naslagwerk aan de hand van de verwijzingen die zijn opgenomen in de NEN 1010, waarbij doorverwezen wordt naar een specifiek bladnummer uit de NPR 5310.

## Inhoud
Daarnaast bevat de NPR 5310 uitleg over de gebruikte terminologie in de NEN 1010, alsmede definities van bepaalde termen, zoals: contactstop, steker en stopcontact. Al deze termen hebben in het dagelijks Nederlands taalgebruik een zeer verschillende betekenis.
Ook bevat de NPR 5310 bepalingen voor de toepassing van elektrische installaties in bijzondere ruimten en terreinen, zoals o.a.: natte ruimten, zwembaden, sauna’s, elektrische installaties op bouw- en sloopterreinen, bedrijfsruimten en -terreinen voor land- en tuinbouw, campings, jachthavens, medische ruimten, verplaatsbare eenheden en kabels in de grond.

## Verbondenheid met NEN 1010
De NPR 5310 is nauw verbonden met NEN 1010. In de tekst van NEN 1010 wordt meer dan 500 keer verwezen naar de NPR 5310.